# Consigliere generale per il Galles
Il Consigliere generale per il Galles è il funzionario legale del governo gallese, il che significa che è il principale consigliere legale e rappresentante del governo in tribunale. Oltre a questi ruoli di "avvocato", il Consigliere generale lavora anche per sostenere lo stato di diritto e l'integrità della comunità legale in Galles, e ha una serie di importanti funzioni statutarie specifiche, alcune delle quali devono essere esercitate indipendentemente dal governo e nell'interesse pubblico.
Il Consigliere generale è nominato dal sovrano su raccomandazione del Primo ministro del Galles. La raccomandazione del Primo ministro di nominare o rimuovere il Consigliere generale può essere fatta solo se approvata dal Parlamento gallese. Il Consigliere generale è un membro del governo gallese e partecipa alle riunioni del Gabinetto su invito del Primo ministro. Sebbene non sia un ministro, il consigliere generale è vincolato dal Codice ministeriale che prevede alcune disposizioni specifiche in relazione al ruolo.

## Responsabilità statutarie del Consigliere generale
Le responsabilità statutarie del Consigliere generale si trovano nel Government of Wales Act 2006:
- Come i ministri gallesi e il primo ministro, il consigliere generale può fare dichiarazioni su qualsiasi questione riguardante il Galles.
- Il Consigliere generale può intentare, difendere o comparire in procedimenti legali, a nome del Consiglio generale, se lo ritiene opportuno per promuovere o proteggere l'interesse pubblico. Questa è una funzione che il Consigliere generale esercita indipendentemente dal governo.
- Il Consigliere generale può deferire alla Corte Suprema una disposizione di un Atto del Parlamento gallese (incluso un disegno di legge gallese) per decidere se rientra nella competenza legislativa del parlamento e può rispondere quando tale riferimento viene fatto da un altro ufficiale legale. Questa è un'altra funzione che il Consigliere generale esercita indipendentemente dal governo.
- Il Consigliere generale può anche richiedere che le questioni di deconcentrazione siano sottoposte alla Corte Suprema per una decisione.
- Come i ministri gallesi, il primo ministro e i membri del Parlamento gallese, il consigliere generale può presentare un disegno di legge al Parlamento.

Il Consigliere generale è responsabile nei confronti del Parlamento gallese per l'esercizio delle sue funzioni statutarie indipendenti. Risponde alle domande nel parlamento una volta ogni quattro settimane.

## Altre responsabilità
- Fornire consulenza legale al governo gallese e rappresentarlo in procedimenti giudiziari;
- Tenere riunioni e discussioni con altri funzionari legali;
- Tenere riunioni e discussioni con la magistratura, i membri della professione legale e altre persone coinvolte nell'amministrazione della giustizia;
- Rispondere a proposte o consultazioni che riguardano questioni legali in Galles, comprese quelle della Law Commission e del governo del Regno Unito;
- Lavorare per migliorare l'accessibilità della legislazione decentrata in Galles per la professione legale e il pubblico, anche considerando il futuro consolidamento della legislazione esistente;
- Approvare la proposta di legge retrospettiva e l'avvio anticipato degli Atti del Parlamento gallese.

## Storia dell'ufficio
Dal 1998 all'ottobre 2003, Winston Roddick CB QC ha ricoperto il ruolo di capo consulente legale dell'Assemblea nazionale per il Galles. Questo, tuttavia, era un servizio pubblico e quindi un ruolo non statutario e non governativo. A Roddick è tuttavia attribuito il merito di aver suggerito il titolo di "Consigliere generale" e come "Consigliere generale" in quella forma, aveva la responsabilità di consigliare l'Assemblea nazionale su tutte le questioni legali.
Dall'entrata in vigore della legge del 2006 è stato creato un governo dell'Assemblea gallese (ora governo gallese) per fornire una divisione parlamentare convenzionale tra legislatura ed esecutivo, ed è stata creata la posizione statutaria e governativa del Consigliere generale.

## Lista dei Consiglieri generali per il Galles
| Nome | Nome               | Immagine | Inizio           | Fine             | Partito   | Governo                                    |
| ---- | ------------------ | -------- | ---------------- | ---------------- | --------- | ------------------------------------------ |
|      | Carwyn Jones AM    |          | 19 luglio 2007   | 9 dicembre 2009  | Laburista | Laburista/Coalizione Plaid Cymru           |
|      | John Griffiths AM  |          | dicembre 2009    | 27 maggio 2011   | Laburista | Laburista/Coalizione Plaid Cymru           |
|      | Theodore Huckle QC |          | 27 maggio 2011   | 19 maggio 2016   | nessuno   | Laburista                                  |
|      | Mick Antoniw AM    |          | 27 giugno 2016   | 14 novembre 2017 | Laburista | Laburista/Liberal-Democratici              |
|      | Jeremy Miles MS    |          | 14 novembre 2017 | in carica        | Laburista | Laburista/Liberal-Democratici/Indipendente |